# برونو اسنل
برونو اسنل (انگلیسی: Bruno Snell; ۱۸ ژوئن ۱۸۹۶ – ۳۱ اکتبر ۱۹۸۶) دانشمند در زمینه مطالعات کلاسیک اهل آلمان بود.